# ソルハイムカップ
ソルハイムカップ (Solheim Cup) は、女子ゴルフのヨーロッパツアーとアメリカツアーの代表選手による対抗戦として、2年に1度行われている団体戦の大会である。大会名はノルウェーのゴルフクラブ製造メーカーピン（Ping）創業者カーステン・ソルハイムからつけられた。
1990年に第1回大会が行われ、2002年の第7回大会までは偶数年開催であったが、男子の欧米対抗戦であるライダーカップ（こちらは奇数年開催だった）の2001年大会がアメリカ同時多発テロ事件の影響を受けて開催できず、偶数年である翌年（2002年）に持ち越されたため、この2002年はソルハイムカップとライダーカップの両方が開催された。その後の話し合いにより、ソルハイムカップは奇数年である翌年（2003年）に開催され、ライダーカップは偶数年である翌々年（2004年）に開催されることになった。2024年大会から再び偶数年開催に戻る。大会では賞金が支給されない。

## 歴代成績
| 年     | 勝利チーム     | スコア            | 開催コース                                                     | 米国キャプテン           | 欧州キャプテン           |
| ------ | -------------- | ----------------- | -------------------------------------------------------------- | ------------------------ | ------------------------ |
| 2024年 | アメリカ合衆国 | 151⁄2–121⁄2       | Robert Trent Jones Golf Club, Gainesville                      | ステイシー・ルイス       | スサン・ペテルセン       |
| 2023年 | 欧州連合       | 14–14（引き分け） | Finca Cortesin, Málaga, Andalusia                              | ステイシー・ルイス       | スサン・ペテルセン       |
| 2021年 | 欧州連合       | 15–13             | インバネスクラブ, Toledo                                       | パット・ハースト         | カトリーナ・マシュー     |
| 2019年 | 欧州連合       | 14½–13½           | Gleneagles, Scotland                                           | ジュリ・インクスター     | カトリーナ・マシュー     |
| 2017年 | アメリカ合衆国 | 141⁄2–131⁄2       | デモインG&CC（アイオワ州・デモイン）                           | ジュリ・インクスター     | アニカ・ソレンスタム     |
| 2015年 | アメリカ合衆国 | 14½–13½           | ザンクト・レオン＝ロートGC（ドイツ・ザンクト・レオン＝ロート） | ジュリ・インクスター     | カリン・コーク           |
| 2013年 | 欧州連合       | 18–10             | コロラドGC, Colorado, USA                                      | メグ・マローン           | リサロッテ・ノイマン     |
| 2011年 | 欧州連合       | 15–13             | Killeen Castle Golf Resort, Ireland                            | ロージー・ジョーンズ     | アリソン・ニコラス       |
| 2009年 | アメリカ合衆国 | 16–12             | Rich Harvest Farms, Illinois, USA                              | ベス・ダニエル           | アリソン・ニコラス       |
| 2007年 | アメリカ合衆国 | 16–12             | Halmstad GK, Sweden                                            | ベッツィ・キング         | ヘレン・アルフレッドソン |
| 2005年 | アメリカ合衆国 | 15½–12½           | Crooked Stick Golf Club, Indiana, USA                          | ナンシー・ロペス         | カトリン・ニルスマーク   |
| 2003年 | 欧州連合       | 17½–10½           | Barsebäck Golf & Country Club, Sweden                          | パティ・シーハン         | カトリン・ニルスマーク   |
| 2002年 | アメリカ合衆国 | 15½–12½           | Interlachen Country Club, Minnesota, USA                       | パティ・シーハン         | デール・リード           |
| 2000年 | 欧州連合       | 14½–11½           | Loch Lomond Golf Club, Scotland                                | パット・ブラッドリー     | デール・リード           |
| 1998年 | アメリカ合衆国 | 16–12             | Muirfield Village, Ohio, USA                                   | ジュディ・ランキン       | ピア・ニールソン         |
| 1996年 | アメリカ合衆国 | 17–11             | St Pierre Golf & Country Club, Wales                           | ジュディ・ランキン       | ミッキー・ウォーカー     |
| 1994年 | アメリカ合衆国 | 13–7              | The Greenbrier, West Virginia, USA                             | ジョアン・カーナー       | ミッキー・ウォーカー     |
| 1992年 | 欧州連合       | 11½–6½            | Dalmahoy Country Club, Scotland                                | キャシー・ウィットワース | ミッキー・ウォーカー     |
| 1990年 | アメリカ合衆国 | 11½–4½            | Lake Nona Golf & Country Club, Florida, USA                    | キャシー・ウィットワース | ミッキー・ウォーカー     |

過去19大会の対戦成績は、アメリカの11勝に対し欧州の7勝、1引き分け防衛である。

## 今後の開催地
- 2026: Bernardus Golf in Cromvoirt, オランダ ダッチ・オープン開催コース
- 2028年：バルハラGC（ アメリカ合衆国ケンタッキー州）

## 記録
- 最多出場: 12
° ローラ・デービース (Eur), 1990–2011
- 最多ポイント: 25
° ローラ・デービース (Eur) (22–18–6 record)
- シングルス最多勝利記録: 7
° ジュリ・インクスター (USA) (6–1–2 record)
- フォアサム最多ポイント 11½
° アニカ・ソレンスタム (Eur) (11–3–1 record)
- フォーボール最多ポイント: 10½
° ローラ・デービース (Eur) (9–7–3 record)
- 最年少出場: 17年 + 149日
° チャーリー・ハル (Eur) 2013
- 最年長出場: 51年 + 91日
° ジュリ・インクスター (USA) 2011

出典